# Zyprische Basketballnationalmannschaft der Damen
Die zyprische Basketballnationalmannschaft der Damen vertritt die Republik Zypern im internationalen Basketball und wird vom nationalen Basketballverband KOK (griechisch Κυπριακή Ομοσπονδία Καλαθοοσφαίρισης) organisiert.
Bisher konnte sich die Mannschaft noch zu keinem größeren internationalen Wettbewerb qualifizieren.

## Abschneiden bei internationalen Wettbewerben

### Olympische Spiele
| - keine |

### Weltmeisterschaften
| - keine |

### Europameisterschaften
| - keine |

## Kader
Eine Übersicht des Kaders findet sich beispielsweise in der englischsprachigen Fassung dieses Artikels oder auf dem Internetportal eurobasket.com (s. Abschnitt Weblinks).